# Sleepy Hollow (Fernsehserie)
Sleepy Hollow ist eine US-amerikanische Mystery-Fernsehserie, die von Alex Kurtzman und Roberto Orci entworfen wurde. Sie basiert auf der Kurzgeschichte The Legend of Sleepy Hollow von Washington Irving. Die Serie wurde von 2013 bis 2017 von 20th Century Fox Television in Zusammenarbeit mit Sketch Films und K/O Paper Products für den Fernsehsender Fox produziert und besteht aus vier Staffeln und 62 Episoden. Die Erstausstrahlung in den Vereinigten Staaten fand vom 16. September 2013 bis zum 31. März 2017 beim Sender Fox statt.

## Handlung
Staffel 1
Ichabod Crane wird 1781 während einer Mission für General George Washington getötet und erwacht im Jahr 2013. Crane, der von der vergangenen Zeit nichts ahnt, irrt orientierungslos umher, bis er von der Polizei als Verdächtiger in einem Mordfall verhaftet wird. Erst als er die Bekanntschaft der Polizistin Abby Mills macht, deren Mentor und Freund Sheriff August Corbin zuvor von einem kopflosen Reiter getötet wurde, ahnt Crane, dass das Städtchen Sleepy Hollow noch wie zu Zeiten des Amerikanischen Unabhängigkeitskrieges Schauplatz übernatürlicher Auseinandersetzungen zwischen Gut und Böse ist. Crane und Mills, die mit ihrem Bericht vom kopflosen Reiter auf Unglauben stoßen, begeben sich in den Kampf gegen das Böse, denn Cranes Wissen über die US-amerikanische Geschichte und Mills Fähigkeiten ergänzen sich perfekt.
Crane erkennt schnell, dass sich der kopflose Reiter, den er persönlich vor seinem Tod geköpft hatte, ebenfalls im Sleepy Hollow der Gegenwart befindet. Crane und der Reiter, welcher sich als einer der vier apokalyptischen Reiter herausstellt, sind seit damals durch einen Fluch verbunden. Crane hat immer wieder Visionen von seiner verstorbenen Ehefrau Katrina und erfährt schon bald, dass diese eine Hexe ist und derzeit im Fegefeuer gefangen ist. Seine Frau war es auch, die Crane mit dem Fluch belegte, der es ihm ermöglichte, den Tod zu umgehen. Allerdings hatten sich die Blutlinien von Crane und dem Reiter des Todes auf dem Schlachtfeld vermischt, sodass sie dadurch miteinander verbunden sind. Da der Reiter von jemandem erweckt wurde, wurde so auch Crane aus seinem Schlaf erweckt.
Da Abby Mills selbst als Kind, gemeinsam mit ihrer Schwester, einen Dämon gesehen hat, glaubt sie Crane seine Geschichte. Abby wurde als junges Mädchen mit ihrer Schwester Jenny in eine Pflegefamilie übergeben, nachdem ihre Mutter nach einer Verhaftung in eine Psychiatrie gebracht wurde, wo sie sich anschließend erhängte. Sheriff August Corbin nahm sich Abbys an und verhalf ihr dazu, selbst Polizistin zu werden, weshalb sie ein väterliches Verhältnis zu ihm pflegte und sein Tod sie besonders trifft. Abby findet schnell heraus, dass Sheriff August Corbin über die übernatürlichen Geschehnisse in Sleepy Hollow Bescheid wusste und sie seit dem Tag erforschte, seit sie selbst und Jenny den Dämon gesehen hatten. Er hat unzählige Aufzeichnungen darüber, die Abby in einen versteckten Teil des Archivs bringt, den sie durch unterirdische Tunnelsysteme erreichen können, die Crane ihr zeigt, da er selbst an ihnen mit gebaut hat. In der Bibel werden zwei Zeugen erwähnt, die gemeinsam die Apokalypse aufhalten könnten oder in dieser gemeinsam sterben würden. Katrina nannte Crane in einer Vision den ersten Zeugen und da Abby schon als Kind mit dem Dämon, der die Apokalypse herbeiführen möchte, in Kontakt kam, gehen sie davon aus, dass Abby die zweite Zeugin ist. So verbindet sie ein unsichtbares Band.
Captain Frank Irving ist nun der neue Vorgesetzte von Abby und zu Beginn alles andere als begeistert von den Geschichten, die nicht nur Abby, sondern auch einige Stadtbewohner und andere Polizisten berichten. Doch als er den toten Officer Andy Brooks sieht, der in seiner Zelle von dem Dämon getötet wurde, den schon Abby als Kind gesehen hatte, und anschließend selbst den kopflosen Reiter sieht, schwinden seine Zweifel und er beginnt, mit Abby und Crane zusammenzuarbeiten. Er versteckt den Kopf des kopflosen Reiters, ohne den dieser nicht zu seiner vollständigen Kraft zurückkehren und die Apokalypse nicht beginnen kann.
Officer Andy Brooks ist ein Teil des Plans des Dämons, Moloch, und soll auf der Erde die nötigen Dinge tun, damit dieser auch gelingt. Doch er ist hin- und hergerissen, denn er ist in Abby verliebt und steht so immer zwischen dem Dämon, dem seine Seele gehört, und Abby, der sein Herz gehört. Abby erwidert seine Gefühle jedoch nicht. Trotzdem versucht er Abby immer wieder zu helfen und gibt ihr hilfreiche Hinweise. Durch ihn gelingt es Abby und Crane, den Reiter einzufangen. Crane beginnt ihn zu befragen und nutzt Officer Andy Brooks als Medium, da der Reiter ohne Kopf nicht sprechen kann. So erfährt er, dass der Reiter sein alter Freund Abraham ist, der zu seiner Zeit mit Katrina verlobt war. Katrina jedoch war verliebt in Crane und löste deshalb die Verlobung mit Abraham. Crane wollte mit Abraham sprechen, dieser war aber zu verletzt in seinem Stolz und wütend über den Verrat seines besten Freundes. Als die beiden kämpften, traf ein Schuss der Briten Abraham und er ging zu Boden. Crane musste fliehen und bekam so nicht mit, dass Abraham seine Seele an Moloch verkaufte und so zum Reiter des Todes wurde. Mit der Hilfe von Officer Andy Brooks kann Abraham entkommen.
Aus den Unterlagen von Sheriff August Corbin findet Abby heraus, dass ihre Schwester mit ihm zusammengearbeitet hat. Diese sitzt nun mehr als 13 Jahre in derselben Psychiatrie, in der schon ihre Mutter Patientin war. Weil Abby damals vor der Polizei nicht zugegeben hatte, dass sie den Dämon auch gesehen hatte, wurde ihre Schwester als psychisch krank erklärt und musste nach einigen kleineren Delikten eingewiesen werden. Seit 13 Jahren haben die Schwestern nun keinen Kontakt mehr. Anfangs ist Jenny gegenüber ihrer Schwester sehr ablehnend und möchte keine Zusammenarbeit. Doch als sich Abby bei ihrer Schwester entschuldigt und zugibt, dass sie einen großen Fehler begangen hat, verzeiht ihr ihre Schwester und sie arbeiten nun zusammen. Von Jenny erfahren sie auch, dass die Verbindung zwischen Crane und dem kopflosen Reiter getrennt werden muss, um Crane bei der Zerstörung des Reiters nicht auch zu zerstören. Da Crane allerdings keine Hoffnung darauf hat, zieht er in Betracht, sich selbst umzubringen, um so den Reiter aufzuhalten. Katrina erscheint Abby in einem Traum und sagt ihr jedoch, dass mit Hilfe eines Sündenessers die Verbindung zwischen den beiden getrennt werden kann. Abby sucht einen Sündenesser und findet Henry Perrish, der jedoch seit Jahren nicht mehr diesem Geschäft nachgeht und die Bitte von Abby ablehnt. Schlussendlich hilft er ihnen aber doch und trennt die Verbindung der beiden. Henry ist seitdem ein Teil des Teams.
Captain Frank Irvings Tochter sitzt seit einem Verkehrsunfall, bei dem sie von einem betrunkenen Fahrer angefahren wurde, im Rollstuhl. Ein Dämon ergreift Besitz von ihr, der so Captain Frank Irving erpresst, dass er das Versteck des Kopfes des Reiters preisgeben soll. Besessen von dem Dämon tötet seine Tochter einen Pfarrer und mehrere Polizisten. Gemeinsam mit Crane, Abby, Jenny und Henry können sie seine Tochter von dem Dämon befreien. Jenny berichtet, dass sie selbst von dem Dämon besessen war und nur mit der Hilfe von Sheriff August Corbin gerettet werden konnte. Der Dämon prophezeite ihr, dass sie ihre Schwester Abby töten würde, sobald er wieder Besitz von ihr ergriffen hätte. Aus Angst, Abby wirklich etwas anzutun, ließ Jenny sich jahrelang in der Psychiatrie einsperren.
Durch Henry erfährt Crane, dass er einen Sohn mit Katrina hatte. Er sucht Katrin im Fegefeuer, um Informationen über seinen Sohn zu bekommen. Katrina erzählt ihm, dass sie ihren gemeinsamen Sohn in die Obhut eines befreundeten Hausmädchens und deren Mann übergeben hat, da der Zirkel von Katrina sie suchte, um sie für den Fluch an Crane zu bestrafen. Sie starb durch die Kräfte der "vier die gleich sprechen" und wusste seitdem nicht, was mit ihrem Sohn geschah. Crane erfährt, dass sein Sohn, Jeremy, die Kirche niederbrannte, in der er mit seinen Pflegeeltern lebte. Dies war nur ein Versehen, Jeremy selbst war noch ein kleines Kind zu dieser Zeit. Ausgelöst wurde das Feuer durch seine Tränen, da er offensichtlich ein genauso mächtiger Zauberer ist wie seine Mutter. Er kam in ein Waisenhaus, wo es jedoch ebenfalls zu Vorfällen kam. Schlussendlich fanden ihn die "vier die gleich sprechen" und begruben ihn lebendig. Crane muss sich mit dem Tod seines Sohnes abfinden, wird aber von starken Gewissensbissen geplagt.
Um den Aufstieg des zweiten Reiters zu verhindern, des Reiters des Krieges, braucht das Team Katrina, da diese als Hexe einen Zauber sprechen muss, die den Aufstieg verhindert. Gemeinsam mit Abby geht Crane in das Fegefeuer, um Katrina herauszuholen. Jenny warnt Abby jedoch, da eine Prophezeiung besagt, dass Crane sie verraten würde. Abby vertraut jedoch auf Crane und geht mit ihm. Im Fegefeuer erklärt Katrina ihnen, dass sie nicht einfach so mit ihnen gehen könne, es muss eine Seele gegen eine Seele eingetauscht werden. Abby bleibt freiwillig zurück und Crane verspricht ihr, sie wieder herauszuholen. Aus dem Fegefeuer hinaus treten Katrina und Crane Henry gegenüber. Dieser offenbart ihnen, dass er ihr Sohn ist, der mit einem ähnlichen Zauber wie Crane am leben blieb und vor 15 Jahren von Moloch gerettet wurde, um der Reiter des Krieges zu werden. Es wird klar, dass Abby damals genau dieses Ereignis beobachtet hatte, es jedoch bis jetzt verdrängt hatte. Er ruft den Reiter des Todes und übergibt ihm Katrina, seine Mutter. Crane wird von ihm in demselben Sarg lebendig begraben wie er es wurde.

## Produktion
Im Jahr 2012 sicherte sich der Sender durch Put Pilot Commitments die Rechte an der Sleepy-Hollow-Thematik. So war der Sender Fox verpflichtet, einen Pilotfilm in Auftrag zu geben, sonst wäre eine hohe Konventionalstrafe fällig geworden. Im Januar 2013 gab Fox die Produktion des Pilotfilmes bekannt. Die Hauptrolle des Ichabod Crane ging im Februar 2013 an Tom Mison. Ihm folgten Nicole Beharie, Orlando Jones und Katia Winter. Als Gastdarsteller konnte man sich John Cho sichern. Die Pilotfolge wurde in Gastonia, Salisbury und Charlotte, North Carolina gedreht. Am 8. Mai 2013 bestellte der Sender eine erste Staffel mit 13 Episoden. Die Dreharbeiten zur ersten Staffel begannen im Juli 2013 in Wilmington, North Carolina. Im September 2013 wurden James Frain sowie Fringe-Star John Noble für Handlungsbögen gecastet.
Nach drei ausgestrahlten Episoden wurde eine zweite Staffel der Serie mit weiteren 13 Episoden für 2014 in Auftrag gegeben. Für die zweite Staffel wurden John Noble und Lyndie Greenwood zu Hauptdarstellern befördert. Bereits im Mai 2014 wurde die Episodenanzahl für die zweite Staffel auf 18 erhöht. Im März 2015 wurde Sleepy Hollow von Fox um eine dritte Staffel verlängert. Im Mai 2016 wurde die Serie um eine vierte Staffel verlängert. Ein Jahr später gab Fox die Einstellung der Serie bekannt.

## Besetzung
Die deutsche Synchronisation entstand nach einem Dialogbuch von Oliver Schwiegershausen unter der Dialogregie von Manuel Straube durch die Synchronfirma Arena Synchron GmbH in Berlin.

### Hauptbesetzung
| Rollenname                                                | Schauspieler     | Bild             | Hauptrolle | Nebenrolle                 | Synchronsprecher/in  |
| --------------------------------------------------------- | ---------------- | ---------------- | ---------- | -------------------------- | -------------------- |
| Ichabod Crane                                             | Tom Mison        | Tom Mison        | 1.01–4.13  |                            | Tobias Nath          |
| Lt. Grace Abigail „Abbie“ Mills, ab Staffel 3 FBI-Agentin | Nicole Beharie   | Nicole Beharie   | 1.01–3.18  |                            | Julia Kaufmann       |
| Captain Frank Irving                                      | Orlando Jones    | Orlando Jones    | 1.01–2.18  |                            | Frank Schaff         |
| Katrina Crane                                             | Katia Winter     |                  | 1.01–2.18  |                            | Maria Koschny        |
| Jenny Mills                                               | Lyndie Greenwood | Lyndie Greenwood | 2.01–4.13  | 1.02–1.13                  | Maja Maneiro         |
| Henry Parrish/Jeremy Crane                                | John Noble       | John Noble       | 2.01–2.18  | 1.06–1.13, 4.04, 4.12–4.13 | Bert Franzke         |
| Betsy Ross                                                | Nikki Reed       | Nikki Reed       | 3.01–3.18  |                            | Yvonne Greitzke      |
| Pandora                                                   | Shannyn Sossamon | Shannyn Sossamon | 3.01–3.18  |                            | Manja Doering        |
| Joe Corbin                                                | Zach Appelman    | Zach Appelman    | 3.04–3.18  | 2.06, 3.02–3.03            | Patrick Roche        |
| FBI-Agent Daniel Reynolds                                 | Lance Gross      |                  | 3.04–3.18  | 3.02–3.03                  | Tobias Schmidt       |
| FBI-Agentin Sophie Foster                                 | Jessica Camacho  |                  | 3.11–3.18  |                            | Nadine Zaddam        |
| Homeland-Security-Agentin Diana Thomas                    | Janina Gavankar  | Janina Gavankar  | 4.01–4.13  |                            | Rubina Nath          |
| Jake Wells                                                | Jerry MacKinnon  |                  | 4.01–4.13  |                            | Nico Sablik          |
| Alex Norwood                                              | Rachel Melvin    |                  | 4.01–4.13  |                            |                      |
| Molly Thomas, Dianas Tochter                              | Oona Yaffe       |                  | 4.01–4.13  |                            |                      |
| Malcolm Dreyfuss                                          | Jeremy Davies    | Janina Gavankar  | 4.01–4.13  |                            | Matthias Deutelmoser |

### Nebenbesetzung
| Rollenname                           | Schauspieler/in                                               | Nebenrolle            | Synchronsprecher/in |
| ------------------------------------ | ------------------------------------------------------------- | --------------------- | ------------------- |
| Sheriff August Corbin                | Clancy Brown                                                  | 1.01–1.02, 1.11, 3.18 | Oliver Stritzel     |
| Officer Andy Brooks                  | John Cho                                                      | 1.01–2.02             | Marcel Collé        |
| Kopfloser Reiter / Abraham Van Brunt | Richard Cetrone, Jeremy Owens, Craig Branham und Neil Jackson | 1.01–2.18, 3.01, 3.18 | Robin Kahnmeyer     |
| Detective Luke Morales               | Nicholas Gonzalez                                             | 1.02–2.04             | Rainer Fritzsche    |
| Dämon Moloch                         | D.J. Mifflin und Derek Mears                                  | 1.02–2.11             | Gerald Paradies     |
| Devon Jones                          | Michael Roark                                                 | 1.04–1.05, 1.11       | David Turba         |
| Macey Irving                         | Amandla Stenberg                                              | 1.09–2.18             | Derya Flechtner     |
| Cynthia Irving                       | Jill Marie Jones                                              | 1.09–2.18             | Irina von Bentheim  |
| Nick Hawley                          | Matt Barr                                                     | 2.03–2.18             | Konrad Bösherz      |
| Sheriff Leena Reyes                  | Sakina Jaffrey                                                | 2.02–2.18             | Franziska Pigulla   |
| Der Verborgene                       | Peter Mensah                                                  | 3.07–3.18             | Tilo Schmitz        |
| Grace Dixon                          | Onira Tares                                                   | 2.01–3.18, 4.04       | Tanya Kahana        |

## Sonstiges
Die 5. Folge (Griechisches Feuer) der 3. Staffel ist der zweite Teil eines Crossovers mit der Fernsehserie „Bones – Die Knochenjägerin“. Den ersten Teil bildet die 5. Folge (Die kopflose Leiche aus dem 18. Jahrhundert) der 11. Staffel von Bones. Während in der Bones-Episode Booth und Bones Hilfe von Ichabod Crane und Abigail Mills bekommen, bekommen Crane und Mills in Sleepy Hollow Besuch von Booth und Bones.

## Ausstrahlung

### Vereinigte Staaten
In den Vereinigten Staaten begann die Ausstrahlung der ersten Staffel am 16. September 2013 auf dem Fernsehsender Fox. Die Pilotfolge wurde von 10,1 Millionen Zuschauern verfolgt und erreichte ein Zielgruppen-Rating von 3,5. Die Premiere ist damit bei allen Zuschauern der beste Serienstart seit Standoff im Jahr 2006. Das Finale der ersten Staffel ist am 20. Januar 2014 ausgestrahlt worden. Die Ausstrahlung der zweiten Staffel begann am 22. September 2014 und endete am 24. Februar 2015. Die Ausstrahlung der dritten Staffel begann am 1. Oktober 2015 und endete am 8. April 2016. Zwischen dem 6. Januar und dem 31. März 2017 wurde die 13-teilige vierte Staffel ausgestrahlt.

### Deutschland
Der Free-TV-Sender ProSieben begann mit der Ausstrahlung der ersten Staffel am 5. Februar 2014. Nach vier ausgestrahlten Folgen wurde die Serie jedoch aufgrund nicht zufriedenstellender Einschaltquoten vorzeitig aus dem Programm genommen. Am 1. Dezember begann der Free-TV-Sender ProSieben Maxx mit der Ausstrahlung der kompletten ersten Staffel. Die zweite Staffel wurde bei ProSieben Maxx direkt im Anschluss an die erste Staffel ausgestrahlt. Die Ausstrahlung der dritten Staffel auf ProSieben Maxx begann am 4. April 2016.
Die erste Staffel wurde außerdem ab dem 10. September 2014 beim Bezahlfernsehsender FOX ausgestrahlt, die zweite Staffel folgte ab dem 23. September 2015.
Alle vier Staffeln sind bei Amazon verfügbar.

### International
In Australien wird die Serie seit dem 17. September 2013 gesendet. In England strahlt der Fernsehsender Universal Channel ab dem 9. Oktober 2013 die Serie aus.